# Dobrý voják Švejk
Dobrý voják Švejk ("den gode soldaten Švejk") är en tjeckoslovakisk krigskomedifilm från 1957 i regi av Karel Steklý och med Rudolf Hrušínský i huvudrollen. Den handlar om Švejk från Prag som bland annat blir arresterad av hemliga polisen, kallas in i första världskriget och hamnar i fängelse.
Filmen bygger på den första delen av Jaroslav Hašeks roman Den tappre soldaten Švejks äventyr under världskriget. Romanen hade varit föremål för tre tidigare tjeckiska filmatiseringar. Dobrý voják Švejk hade premiär den 23 augusti 1957. En uppföljare med samma regissör och skådespelare hade premiär 1958 under titeln Poslušně hlásím ("jag rapporterar troget").

## Medverkande
- Rudolf Hrušínský som Josef Švejk
- Svatopluk Beneš som löjtnant Lukáš
- Jaroslav Marvan som Flanderka, konstapel
- Miloš Nedbal som generalmajor von Schwarzburg
- Fanda Mrázek som sergeant
- Jaroslav Vojta som Ovčák
- Alois Dvorský som luffare
- Jana Kovaříková som Pejzlerka
- František Černý som Hostinský
- František Šlégr som Schröder
- Otto Hradecký som Ságner